# Víziváros
Víziváros ([ˈviːzivaːɾoʃ] ; en allemand : Wasser Stadt) est un quartier de Budapest, situé dans les 1er et 2e arrondissements.

## Périmètre
Selon l'arrêté du 12 décembre 2012 (94/2012. (XII. 27.), annexe 31) de l'assemblée métropolitaine de Budapest, le périmètre du quartier est le suivant : le long du Danube, de la partie sud de Bem József tér à la partie sud d'Ybl Miklós tér-Sándor Móric lépcső-des escaliers à la grande rondelle-mur d'enceinte Est du Palais de Budavár jusqu'à la Porte de Vienne-Várfok utca-Vérmező út-Széna tér-Margit körút-Bem József utca-partie sud de Bem József tér jusqu'au Danube.

## Histoire

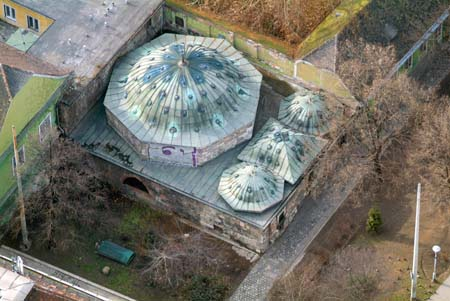
Les thermes Király, trace de l'époque ottomane.

Durant la période romaine, le site de Víziváros, plus précisément aux alentours de l'actuelle Batthyány tér, est un important carrefour entre la route d'Aquincum le long du limes (ici le Danube selon un axe nord-sud) et la route militaire vers l'ouest. La localité romaine est détruite par les Sarmates au IIIe siècle. Au Moyen Âge, plusieurs petites paroisses se développent le long du Danube et avec elles de nombreuses localités. Le roi Sigismond de Hongrie décide alors de protéger leurs habitants par des murailles, dont il reste quelques vestiges, souvent peu accessibles. Avec le port fluvial s'y développe peu à peu une intense vie commerçante jusqu'à l'occupation ottomane. 

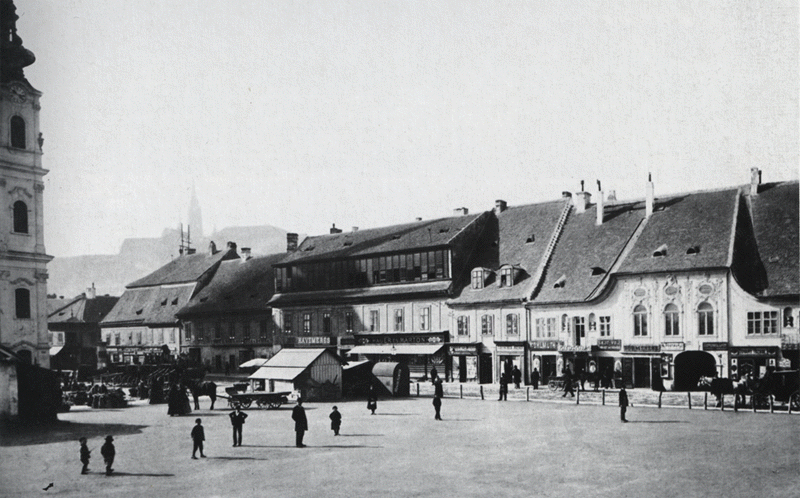
Batthyány tér en 1886.

Après la prise de Buda, les Ottomans transforment les églises en mosquées et construisent les thermes Király. En 1686, lors des combats entre les Chrétiens coalisés, menés par les Habsbourgs et les soldats de la Sublime Porte, le site est entièrement ravagé. Après la bataille qui marque le début de la Hongrie sous domination autrichienne, le pouvoir impérial installe des commerçants et industriels allemands pour repeupler la rive du Danube. De cette période subsistent des immeubles d'habitation, échoppes et églises de style baroque. À la fin du XIXe siècle, une partie pourtant de ces édifices sont détruits pour ériger à leur place des palais aux élégantes façades le long du fleuve. 
Au cours du XXe siècle, le quartier subit des dommages importants, notamment pendant la Seconde Guerre mondiale. Du côté de Bem József utca notamment, quelques îlots ont dû être entièrement rasés et reconstruits dans un style moderne.

## Patrimoine urbain

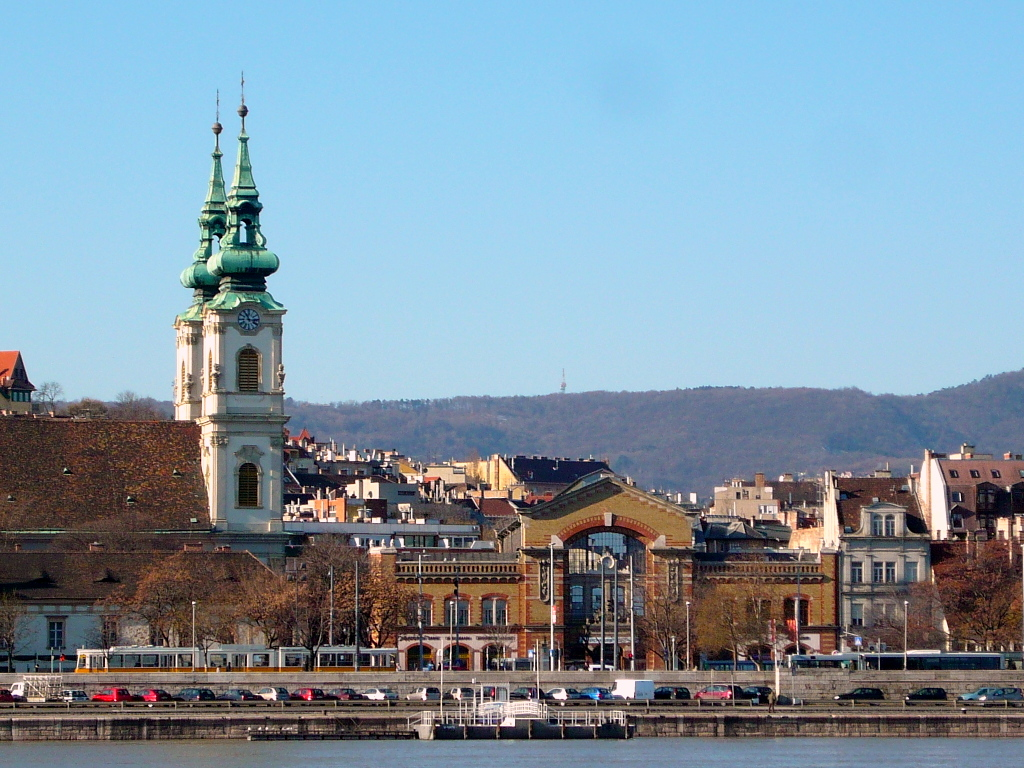
L'église paroissiale Sainte-Anne de Felsővíziváros et les Grandes halles de Batthyány tér vues du Danube.

Víziváros est riche de monuments historiques, bien que son patrimoine urbain soit essentiellement bourgeois. Le long du Danube en face du Parlement hongrois, Batthyány tér est une élégante place où se côtoient l'Église paroissiale Sainte-Anne de Felsővíziváros, les Grandes halles de Batthyány tér, l'ancienne auberge Fehérkereszt, l'ancien Cloître élisabéthain et l'église des Stigmates de Saint-François. Plus au sud, l'austère temple calviniste de Szilágyi Dezső tér marque aussi le paysage du fleuve. Quelques dizaines de mètres plus loin se dresse le moderne Institut français de Budapest, œuvre de Georges Maurios, puis l'ancien palais Andrássy (actuelle maison de la culture de Budavár) et, avant le Széchenyi lánchíd, le Palais Lánchíd. Au niveau du pont, sur Clark Ádám tér débouche le tunnel du Château. On y trouve également le terminus Est du Budavári Sikló ainsi que la statue du kilomètre zéro. Puis encore vers le sud, aux contrebas du Palais de Budavár se dressent le Bazar du jardin du Château et son kiosque.

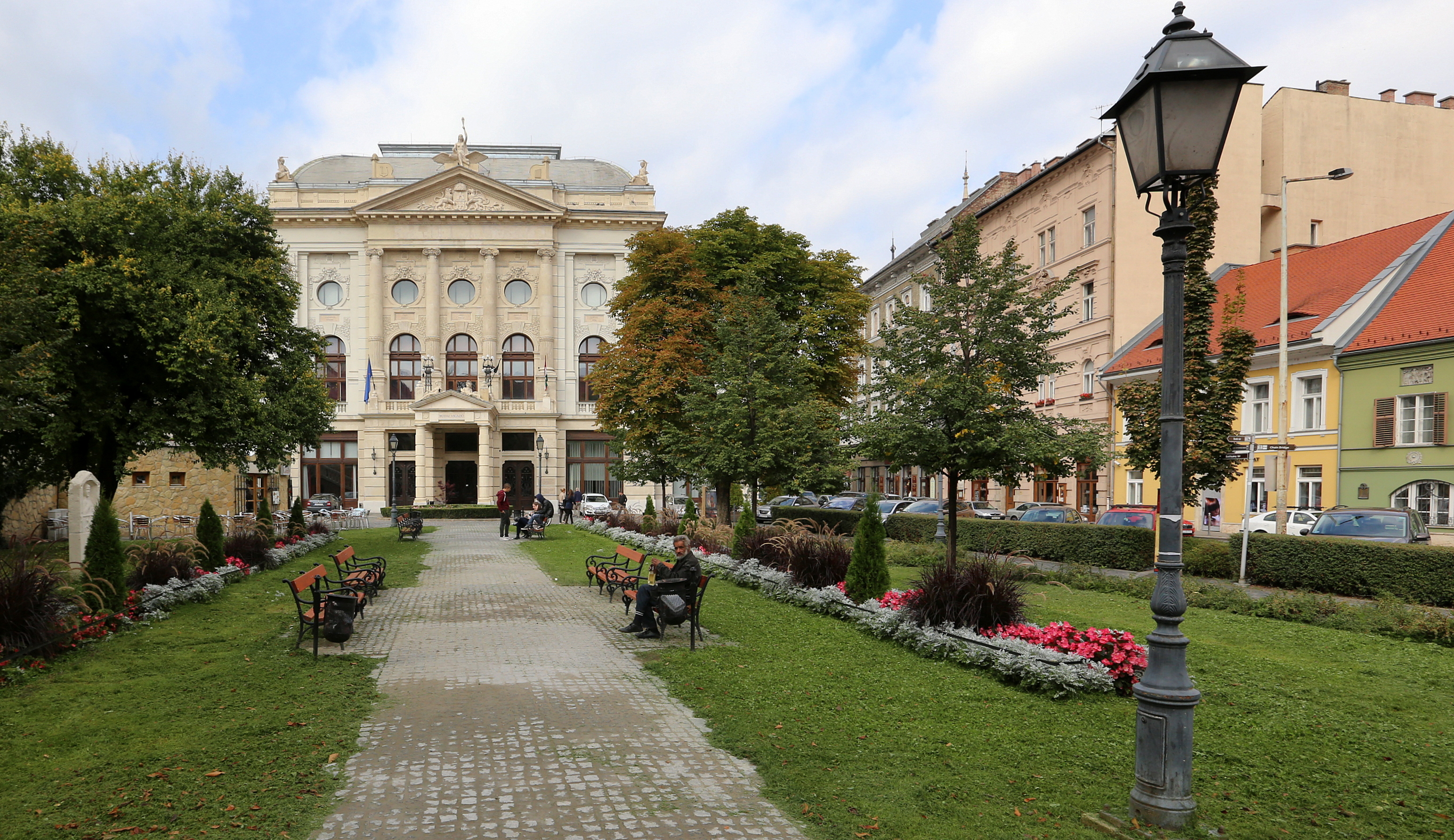
Le Budai Vigadó sur Corvin tér.

Dans la partie intérieure de Víziváros, c'est-à-dire entre le fleuve et la colline, le tissu urbain est plutôt hétérogène et les quelques monuments qui s'y trouvent se font plus discrets. En partant du nord du quartier, en suivant Fő utca, on rencontre en premier lieu l'église Saint-Florian de rite grecque-catholique, les thermes Király, puis la gigantesque façade de brique de l'ancien tribunal royal du district de Pest. Passé Batthyány tér, sur Corvin tér, on trouve le Budai Vigadó et à quelques mètres de là l'église paroissiale Sainte-Élisabeth de la maison Árpád et son Cloître des Capucins.
Sur les pentes de la colline de Várhegy, au sommet duquel se trouve le Palais de Budavár, quelques édifices notables se distinguent, tels l'école professionnelle János Hunfalvy et le lycée Ferenc Toldy. Enfin, le quartier compte un patrimoine industriel important, lequel se concentre autour de l'ancien site des Compagnies Ganz, où se dresse désormais le musée de la fonderie.